# There She Goes
There She Goes je píseň, kterou napsal britský zpěvák a kytarista Lee Mavers. Poprvé byla nahrána Marversovou skupinou The La's.
První verze byla vydána kupinou The La's v roce 1988 a opět 2. ledna 1989, ale neuspěla v hitparádách. Píseň byla v následujícím roce remixována a zařazena do debutového alba The La's. Tato remixovaná verze byla vydána jako singl 22. října 1990. Singl se umístil na 13. pozici v hitparádě UK Singles Chart a na 49. pozici v americké hitparádě Billboard Hot 100. V roce 2008 byl singl znovu vydán k 20. výročí vzniku písně.

## V kultuře
Píseň se jako soundtrack objevila v několika filmech včetně filmu Past na rodiče, Fotbalové opojení, Narušení, Sněhová kalamita a v pilotním díle seriálu Gilmorova děvčata, This is England.

## Původní sestava
- Lee Mavers – kytara, zpěv
- John Power – baskytara, doprovodný zpěv
- John "Boo" Byrne – kytara
- Chris Sharrock – bicí
- Peter "Cammy" Camell – kytara (2008)
- Iain Templeton – bicí (2008)

## Hitparáda

### Vydání z roku 1988
| Charts (1988)    | Peak position(s) |
| ---------------- | ---------------- |
| UK Singles Chart | 57               |

### Vydání z roku 1990
| Charts (1990–1991)      | Peak position(s) |
| ----------------------- | ---------------- |
| UK Singles Chart        | 13               |
| Dutch Top 40            | 57               |
| U.S. Billboard Hot 100  | 49               |
| U.S. Modern Rock Tracks | 2                |